# Озёрный (Новосибирский район)
Озёрный — посёлок в Новосибирском районе Новосибирской области России. Входит в состав Мочищенского сельсовета.

## География
Площадь посёлка — 9 гектаров.

## Население
| 2002 | 2007 | 2010 |
| ---- | ---- | ---- |
| 55   | ↗58  | ↗893 |

## Инфраструктура
В посёлке по данным на 2007 год отсутствует социальная инфраструктура.